# Lucy Komba
Lucy Francis Komba (24 d'octubre de 1980) és una actriu i cineasta tanzana.

## Biografia
Komba va iniciar la seva carrera com a actriu i cineasta a mitjans de la dècada de 2000, paral·lelament al seu treball com a secretària en el Tribunal Superior. Les seves pel·lícules aporten una mirada feminista a la indústria del cinema de Tanzània, amb clars exemples com Yolanda, Yours, Yours, Yours i Controversy, les quals presenten personatges femenins forts.
En 2008 va obtenir dues nominacions en els Premis de Cinema de Tanzània, en les categories de millor guionista per Controversy i de millor actriu de l'any per Diversion of Love. En 2012 es va anunciar la seva aparició, al costat de l'actor Steven Kanumba, en el film de Hollywood Bleeding Sunshine, però el projecte va haver de suspendre's a causa de la sobtada mort de l'actor.